# Dabjonújfalu
Dabjonújfalu település Romániában, Szilágy megyében.

## Fekvése
Szilágy megyében, Szamosudvarhelytől nyugatra, Szamosudvarhely és Dabjon között fekvő település.

## Története
A Dabjon szomszédjában fekvő Dablyonújfalu román neve Barsa = Birszá a néphagyomány szerint onnan származott, hogy egy juhos gazda egy hasonhangzású határszéli községből juhokat teleltetett itt, s később meg is telepedett, s alapítója lett a községnek.
1549-ben már 5 új házat jegyeztek fel itt, s akkor a Drágfi család birtoka volt.
1570-ben I. Miksa új adományként adta a Kusalyi Jakcs családból Boldizsárnak és Mihálynak.
1641-ben Újfalun Szaniszlófi Báthory Kata rendelkezése szerint Újfalun megosztoztak Lónyai Zsigmond, Bedeginé Lónyai Kata, Becsky Lászlóné Lónyay Zsuzsanna fia Szántói Becsky György és leánya Bribery Bribery Melith Györgyné Zsuzsanna.

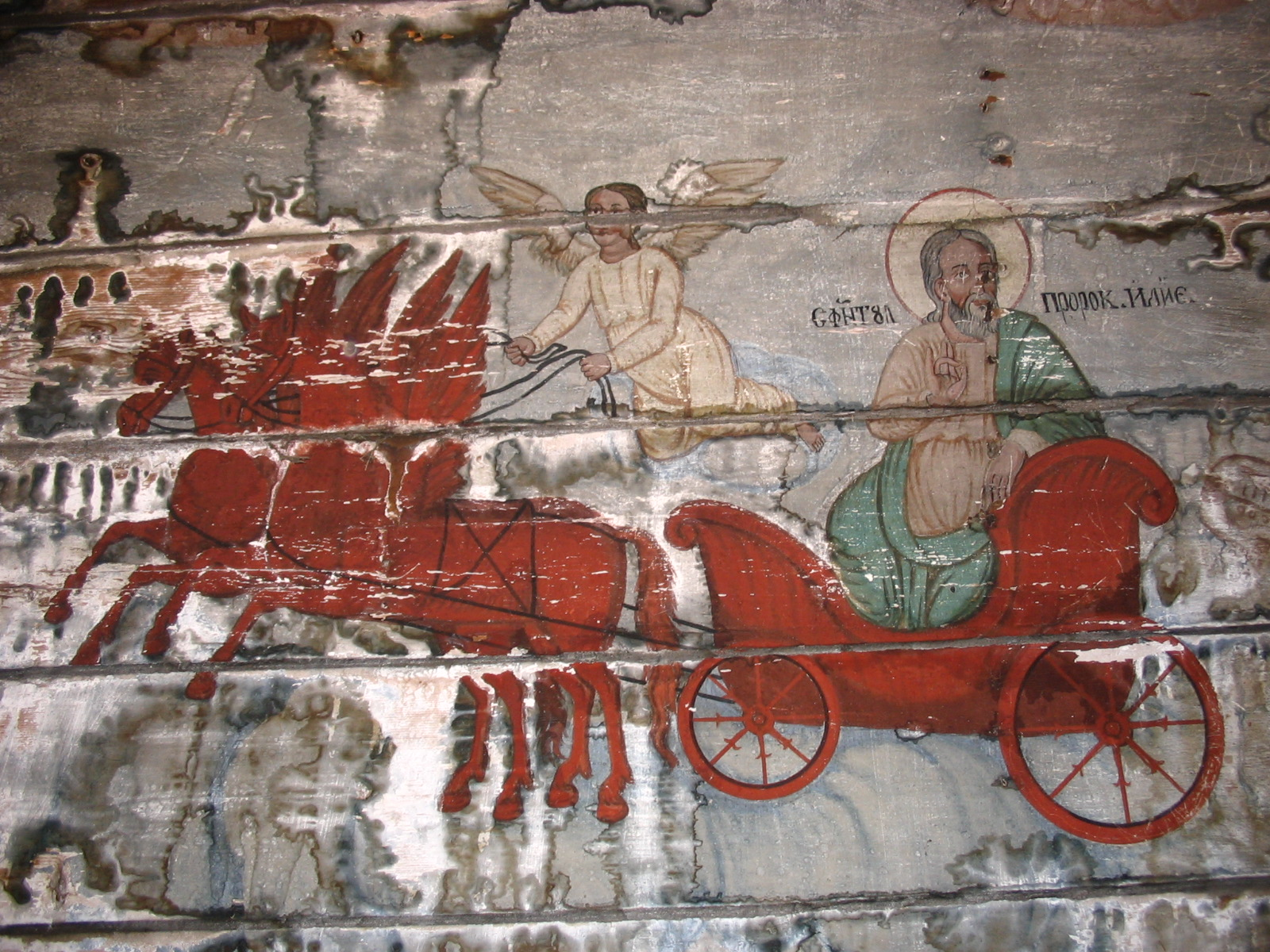
Freskórészlet a templomból

1847-ben 414 lakosa volt, ebből 409 görögkatolikus, 5 református.
1890-ben 316 lakosából 5 magyar, 311 oláh, ebből 305 görögkatolikus, 1 református, 10 izraelita. A házak száma 68 volt.
Dablyonújfalu a trianoni békeszerződés előtt Szilágy vármegye Zsibói járásához tartozott.

## Nevezetességek
- Görögkatolikus, utóbb ortodox fatemploma.